# Hyundai Staria
La Hyundai Staria è una autovettura prodotta dalla casa automobilistica sud coreana Hyundai Motor Company dal 2021.

## Descrizione

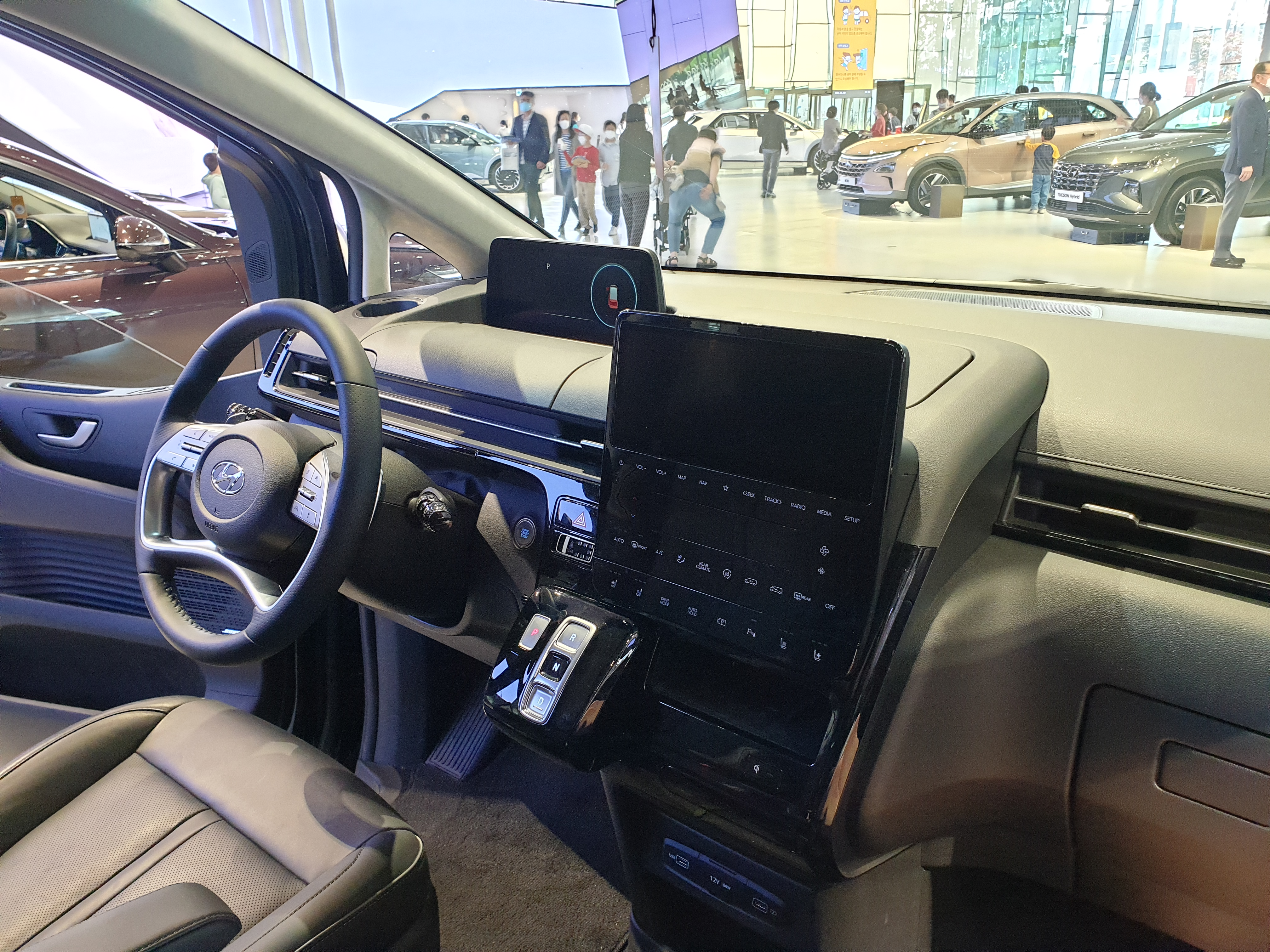
Interni

Dopo la diffusione delle prime immagini degli interni e degli esterni il 18 marzo 2021, la Staria è stata presentata in anteprima mondiale attraverso un evento on line il 13 aprile. Seguendo il nuovo design della casa denominato "Inside Out", la Staria è disponibile in due versioni.
La parte anteriore si caratterizza per la presenza di una striscia a LED, che funge da luci diurne e indicatori di direzione, che attraversa orizzontalmente tutto il frontale dividendo il cofano e il paraurti, con fanali principali a sviluppo verticale posti sotto di essa e da una griglia del radiatore dello stesso colore della carrozzeria. All'interno sono presenti uno schermo per il quadro strumenti e uno per il sistema multimediale da 10,25 pollici posizionato nella console centrale.
Il modello standard offre vari livelli di allestimento tra cui Tourer e Cargo. La vettura è disponibile nelle versioni a 7 e 9 posti. La versione a 7 posti è dotata di poltrone a comando elettrico che possono essere reclinate e regolate in modo simile a quelle presenti sugli aerei di linea.
La versione a 9 posti è dotata della seconda fila di sedili girevoli che possono essere ruotate all'indietro di 180°, facendo sì che i passeggeri si trovino faccia a faccia, come sulle poltrone dei treni.

## Motorizzazioni
| Motore          | Cilindrata | Consumo                                                  | Potenza | Coppia |
| --------------- | ---------- | -------------------------------------------------------- | ------- | ------ |
| 2.2 turbodiesel | 2151 cm³   | 10,8 km/l (cambio automatico) 11,8 km/l (cambio manuale) | 177 CV  | 431 Nm |
| 3.5 Smartstream | 3470 cm³   | -                                                        | 272 CV  | 314 Nm |